# Malvan
Malvan é uma cidade  no distrito de Sindhudurg, no estado indiano de Maarastra.

## Demografia
Segundo o censo de 2001, Malvan tinha uma população de 18,675 habitantes. Os indivíduos do sexo masculino constituem 51% da população e os do sexo feminino 49%. Malvan tem uma taxa de literacia de 81%, superior à média nacional de 59.5%: a literacia no sexo masculino é de 85% e no sexo feminino é de 77%. Em Malvan, 9% da população está abaixo dos 6 anos de idade.